# ۱۷۸۸ (میلادی)
۱۷۸۸ (میلادی) هزار و هفتصد و هشتاد و هشتمین سال تقویم میلادی است.

## رویدادها
- ۱۸ ژانویه - صدور فرمان معافیت مالیاتی تجار انگلیسی توسط جعفرخان زند
- آقامحمدخان قاجار، تهران را به پایتختی حکومت برمی‌گزیند.

## زادگان
- ۲۲ ژانویه – لرد بایرون، شاعر و نویسنده بریتانیایی (د. ۱۸۲۴)
- ۵ فوریه – رابرت پیل، سیاست‌مدار بریتانیایی (د. ۱۸۵۰)
- ۲۲ فوریه – آرتور شوپنهاور، فیلسوف آلمانی (د. ۱۸۶۰)
- ۱۰ مارس – یوزف فرایهر فن آیشندرف، نویسنده و شاعر آلمانی (د. ۱۸۵۷)
- ۱۶ مه – فریدریش روکرت، شاعر و نویسنده آلمانی (د. ۱۸۶۶)
- ۲۴ اکتبر – سارا هالی، شاعر آمریکایی (د. ۱۸۷۹)

## درگذشتگان
- ۲۱ ژوئن – یوهان گئورگ هامان، نویسنده و فیلسوف آلمانی (ز. ۱۷۳۰)
- ۲ اوت – توماس گینزبارو، نقاش بریتانیایی (ز. ۱۷۲۷)